# Joan Cuyàs i Artés
Joan Cuyàs i Artés (Barcelona, 1844 - 1 de setembre de 1896) fou un cantant català.
Fill de Mateu Cuyàs i de Marianna Artés.
Des de molt infant demostrà gran aptitud per la música, aprenent les primeres lliçons al Monestir de Montserrat. El 1858 tornà a la seva ciutat natal on ingressà en el Conservatori, acabat els estudis de piano i sent nomenat professor auxiliar d'aquell centre. El 1863 anà a París on estudià cant sota la direcció del mestre Fontana.
Posseint un bella veu de baríton, cantà en diversos teatres d'Espanya i l'estranger amb grans aplaudiments. Després es dedicà a la sarsuela, i establí una acadèmia de cant. El 1886 se li confià la classe de cant en el Conservatori Superior de Música del Liceu de Barcelona.
Casat amb Isabel Tintorer Dumont, pianista morta a Barcelona el 18 d'agost de 1925. Filla de Pere Tintorer i Sagarra i de Antònia Dumont. La seva filla Maria Antonieta Cuyàs Tintorer es va casar amb Jaume Biscarri i de Fortuny.